# 성주 선석사 대웅전
성주 선석사 대웅전(星州 禪石寺 大雄殿)은 대한민국 경상북도 성주군 월항면 인촌리, 선석사에 있는 통일신라의 대웅전이다. 2013년 4월 8일 경상북도의 유형문화재 제474호로 지정되었다.

## 개요
선석사는 통일신라 효소왕 1년(692) 의상대사가 지금의 자리보다 서쪽에 신광사라 이름지어 세웠다. 그 뒤 고려 공민왕 10년(1361) 나옹대사가 지금 있는 자리로 옮겼다. 당시에 새로운 절터에서 큰 바위가 나왔다 하여 터닦는 다는 뜻을 가진 ‘선(禪)’자를 넣어 선석사라 했다. 영조 1년(1725) 서쪽 옛 터로 옮겼다가 순조 4년(1804) 지금 있는 자리로 다시 옮겨 현재에 이르고 있다. 절 경내에는 대웅전을 비롯하여 명부전, 칠성각, 산왕각 등이 남아있다.
대웅전은 앞면 3칸·옆면 3칸의 규모로, 지붕은 옆면에서 볼 때 사람 인(人)자 모양인 맞배지붕이다. 지붕 처마를 받치기 위해 장식하여 만든 공포는 기둥 위와 기둥 사이에도 있는 다포 양식으로 꾸몄다.

## 같이 보기
- 선석사

## 참고 자료
- 성주 선석사 대웅전 - 국가유산청 국가유산포털